# Erten
Erten ist ein türkischer männlicher und weiblicher Vorname sowie Familienname, u. a. mit der Bedeutung „Wohlstand“.

## Namensträger

### Männlicher Vorname
- Erten Ersu (* 1994), türkischer Fußballspieler

### Familienname
- Ayten Erten, türkische Schauspielerin
- Mehmet Erten (* 1948), türkischer Militär, General und Kommandeur der Luftstreitkräfte
- Yücel Erten (* 1945), türkischer Schauspieler, Regisseur, Schriftsteller, Übersetzer und Intendant